# Cosme de Aldana
Cosme de Aldana (1538-1601) fue un capitán de los tercios españoles.
Cosme era sobrino del maestre de campo Bernardo de Aldana y hermano del poeta Francisco de Aldana; al igual que su hermano, tenía fama de valiente y era también poeta, aunque de menor reputación. Tras la muerte de Francisco en Marruecos en la batalla de Alcazarquivir de 1578, recopiló lo que pudo encontrar de su obra y la editó en dos partes.